# Dyrelivet på Campbell-øen 1+2
|  | Denne artikel er oprettet af botten PalnaBot ud fra en ekstern database. Den kan derfor have sproglige fejl eller mangler. Denne skabelon kan fjernes efter kontrol af indholdet. |

Dyrelivet på Campbell-øen 1+2 er en film instrueret af Hakon Mielche.

## Handling
Del 1: Søelefanter, pelssæl, søløver (8 minutter). Del 2: Albatrosser, Cambell-skarv, pingviner, hvor vi præsenteres for den sodfarvede albatros, kongealbatros, Cambell-skarven og pingviner som 'klippespringere' (6 minutter).